# Исфара

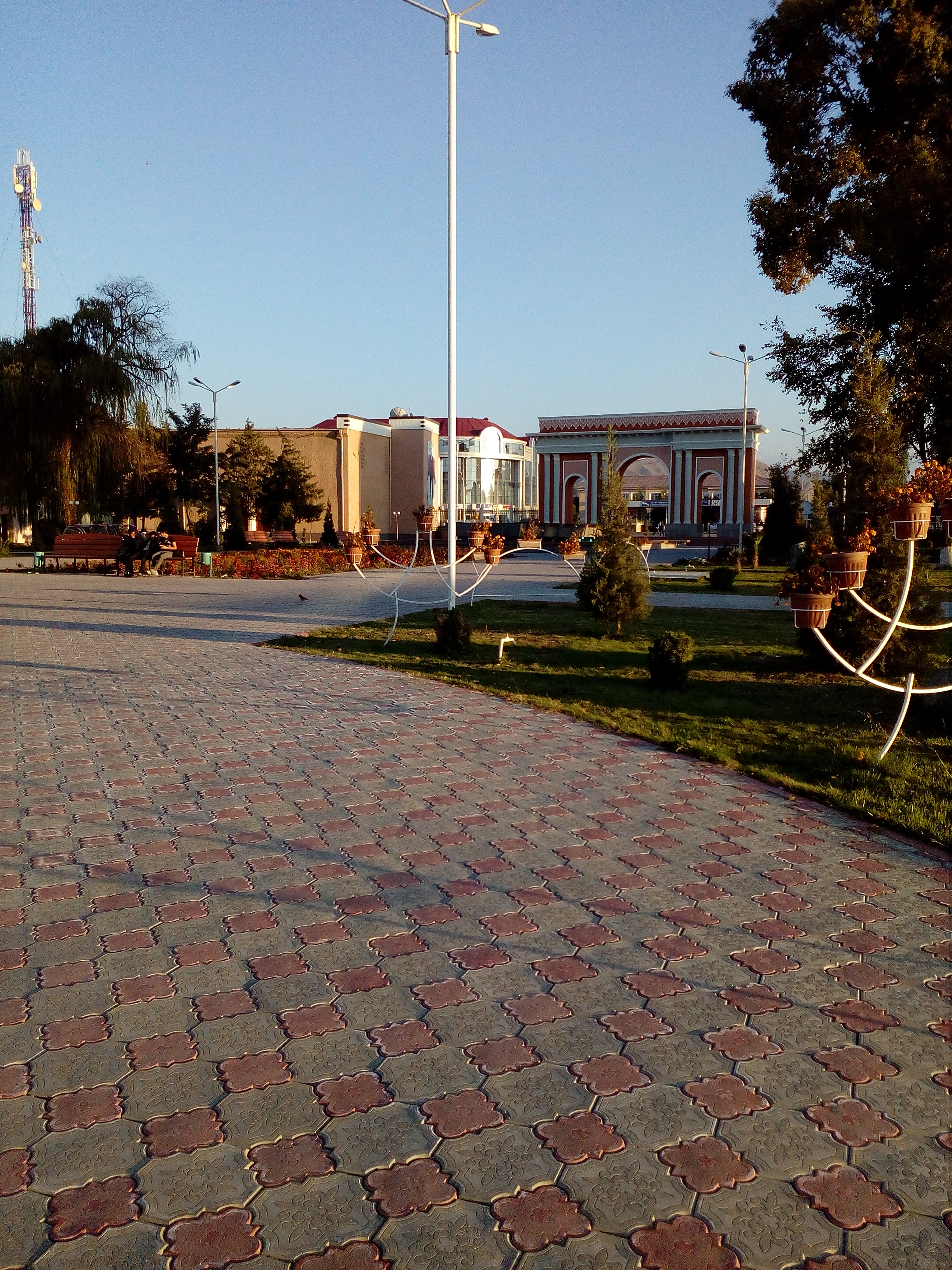
Парк Исфары

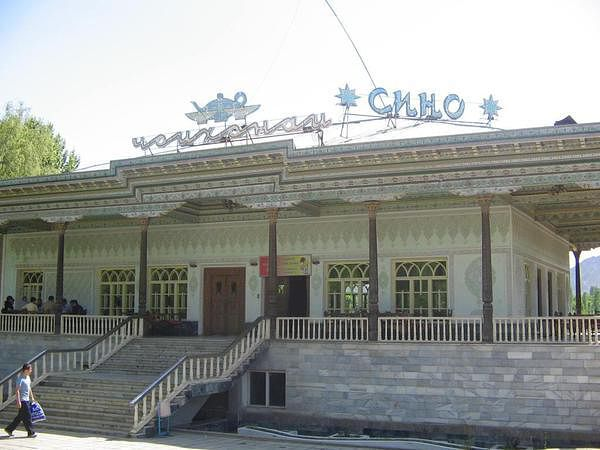
Чайхана «Сино» в городе Исфара

Исфара́ (тадж. Исфара, перс. اسفره‎ → согд. Isbara, Isfara, Isfarī, *(I)sperī ← *’spr «щит») — индустриальный город в Северном Таджикистане. Административный центр Исфаринского района Согдийской области. Расположен в предгорьях Туркестанского хребта, на реке Исфара. Центр крупнейшего плодоовощеводческого района Таджикистана.
Исфара расположена в северо-восточной части Согдийской области, на стыке двух соседних государств — Узбекистана и Киргизии. В настоящее время между Таджикистаном и Киргизией существуют территориальные споры из-за территории Исфаринской долины.

## Физико-географические характеристики

### География
Исфару окружают высокие разноцветные горы. Природа очень разнообразна. Географически Исфара входит в систему Туркестанского хребта, которым окаймлена на юго-западе Ферганского котлована.

### Климат
В классификации климатов Кёппена Исфара классифицируется как «BWk». Тёплая погода: климат континентальный, жаркое лето и умеренно холодная зима. Температура воздуха в среднем +27°С в июле и −3°С в январе. Среднегодовое количество осадков составляет 200-500 мм.
Снегопад: климат континентальный, январские температуры в долинах колеблются около 0°, а в высокогорьях опускаются до −27 °C, июльские температуры варьируются от +23 до +30 °C. Осадков на равнинах выпадает 150-300 мм в год, а выше 1000 м над уровнем моря — 700 мм и более (до 3000 мм в высокогорьях).

## История
Исфара — город, расположенный в Ферганской долине — одном из древнейших центров культуры Центральной Азии, наряду с такими городами как Худжанд, Истаравшан, Канибадам, Пенджикент, Маргилан, Андижан, Коканд, Кува, Узген, Ош, Риштан и Наманган.
Город насчитывает более чем тысячелетнюю историю, восходящей к временам правления династии Саманидов. Впервые в исторических источниках Исфара упоминается в X веке, в исторической хронике персидского просветителя ат-Табари, под названием «История пророков и царей» (Тарих аль-русул ва-ль-мулук), которую часто называют Тарих ат-Табари («История ат-Табари»).
Период развития экономики и культуры Исфары связан с вхождением её в состав государства Шайбанидов.
Исфара в конце XIX-начале XX веков получила новый стимул развития, становясь крупным районом сельскохозяйственного производства Туркестанского края.
В Таджикскую ССР Исфара вошла в составе Ходжентского округа в октябре 1929 года.
31 января 1977 года, в связи произошедшем мощным землетрясением, с эпицентром в кишлаке Солнечный (кишлак был полностью разрушен), расположенном в 5 км от Исфары, в городе были разрушены многие здания. Тем же летом город был восстановлен воинскими подразделениями (военными строителями) Советской армии.
По сообщениям таджикских информагентств город пострадал от погранстолкновений сентября 2022 года.

## Культура
Город является одним из центров культуры Ферганской долины.

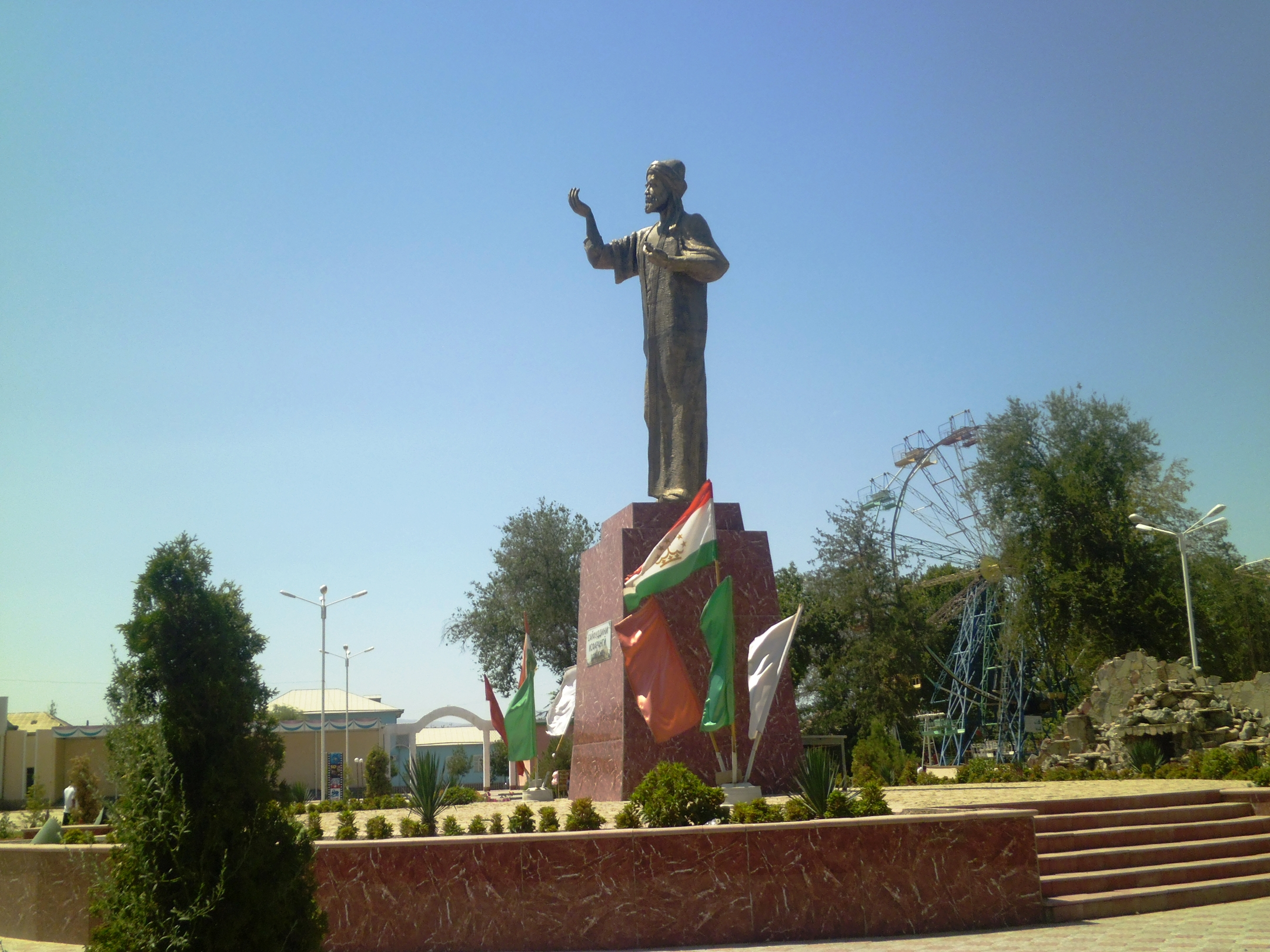
Памятник Сайфу Исфаранги в парке культуры и отдыха в г. Исфаре

Здесь родился персидско-таджикский поэт Сайфи Исфаранги — выдающийся представитель персидско-таджикской литературы конца XII и начала XIII веков.
Исфара с давних времён прославилась народными умельцами. Здесь издревле развивались резьба по дереву, кузнечные, гончарные и другие ремесла. Особенно популярно искусство резчиков по ганчу и по дереву.

### Кинематограф
В окрестностях Исфары снимались эпизоды фильмов: «Если любишь…», «Через тернии к звёздам», «Сказание о Рустаме», «Рустам и Сухроб», «Сказание о Сиявуше», «Хасан Арбакеш», «Седьмая пуля» и многих других картин.
Фильм Андрея Тарковского «Сталкер» также должен был сниматься в Исфаре, но из-за землетрясения в 1977 году съёмочной группе пришлось искать другое место для съёмок.

## Председатели Хукумата
- Гулафзо Савриддинова (1988 — 1993)
- Халимов Абдухаким[6] (1993-2000)
- Темурхонов Абдурахим (март 2000 — март 2005)
- Якубова, Мухиба Бобохоновна (? — 25 марта 2010)
- Ашуров, Субхонидин Бурхонович[7] (25 марта 2010 — 4 января 2012)
- Амиров, Рахмонали[8] (4 января 2012 — 13 декабря 2013)
- Зохидзода, Даврон Абдулкодир[9][10] (13 декабря 2013 — 11 января 2016)
- Расулзода, Дилшод Джаббори[11] (с 11 января 2016 - февраль 2018)
- Саломзода Сиджоуддин (с февраль 2018)
- Акрам Сулаймонзода  (с февраля 2020)

## Средства массовой информации

### Радио
У города имеется своя собственная радиостанция «Радио Исфара».
Список радиостанций, вещающих в городе:
| Частота, МГц   | Название           |
| -------------- | ------------------ |
| 95,5; 105,5 FM | «Радио Диёр»       |
| 102,2 FM       | «Мин Кыял FM»      |
| 103,0 FM       | «Радио Точикистон» |
| 104,4 FM       | «Радио Исфара»     |
| 105,3 FM       | «Радио Санжыра»    |
| 105,7 FM       | «Садои Худжанд»    |

## Население
По данным на 1 января 2022 года численность населения составила 54 900 человек. Число населения продолжает увеличиваться.
| Численность населения | Численность населения | Численность населения | Численность населения | Численность населения | Численность населения | Численность населения | Численность населения |
| 1939                  | 2003                  | 2004                  | 2005                  | 2006                  | 2007                  | 2008                  | 2009                  |
| --------------------- | --------------------- | --------------------- | --------------------- | --------------------- | --------------------- | --------------------- | --------------------- |
| 13 123                | ↗38 200               | ↗38 800               | ↗39 400               | ↗40 000               | ↗40 600               | ↗41 300               | ↗42 000               |
| 2019                  | 2020                  | 2021                  | 2022                  |                       |                       |                       |                       |
| ↗50 700               | ↗51 700               | ↗54 100               | ↗54900                |                       |                       |                       |                       |

## Памятники
В 1585—1586 годах шайбанидом Абдуллаханом в Исфаре строилось одно из крупных монументальных архитектурных сооружений, называемое то медресе, то мечеть-намазгох. Старое здание памятника ныне состоит из центрального купольного помещения и многокупольного бокового крыла. Купола покоятся на массивных кирпичных столбах. Левое крыло здания в прошлом было разрушено, и на его месте возведена летняя айванного типа расписная мечеть. Три стороны двора старого здания обладают сложной историей строительства, разрушений и ремонтов. Намозгох, видимо, действительно выполнял функции медресе и мечети. Мечеть и медресе занимают важное место в истории таджикского зодчества.
Также есть остатки средневековой крепости Калаи-Боло, в селении Чорку — мавзолей Хазрати-Бобо (10—12 вв.).

## Экономика
На данный момент экономика города развивается стремительными темпами, это в свою очередь поднимает уровень жизни населения. Строятся множество новых торгово-развлекательных центров, заводов по переработке сухофруктов, производству напитков. В Исфаре действуют предприятия различных отраслей промышленности: химической, металлургической, строительных материалов и пищевых продуктов.

### Предприятия

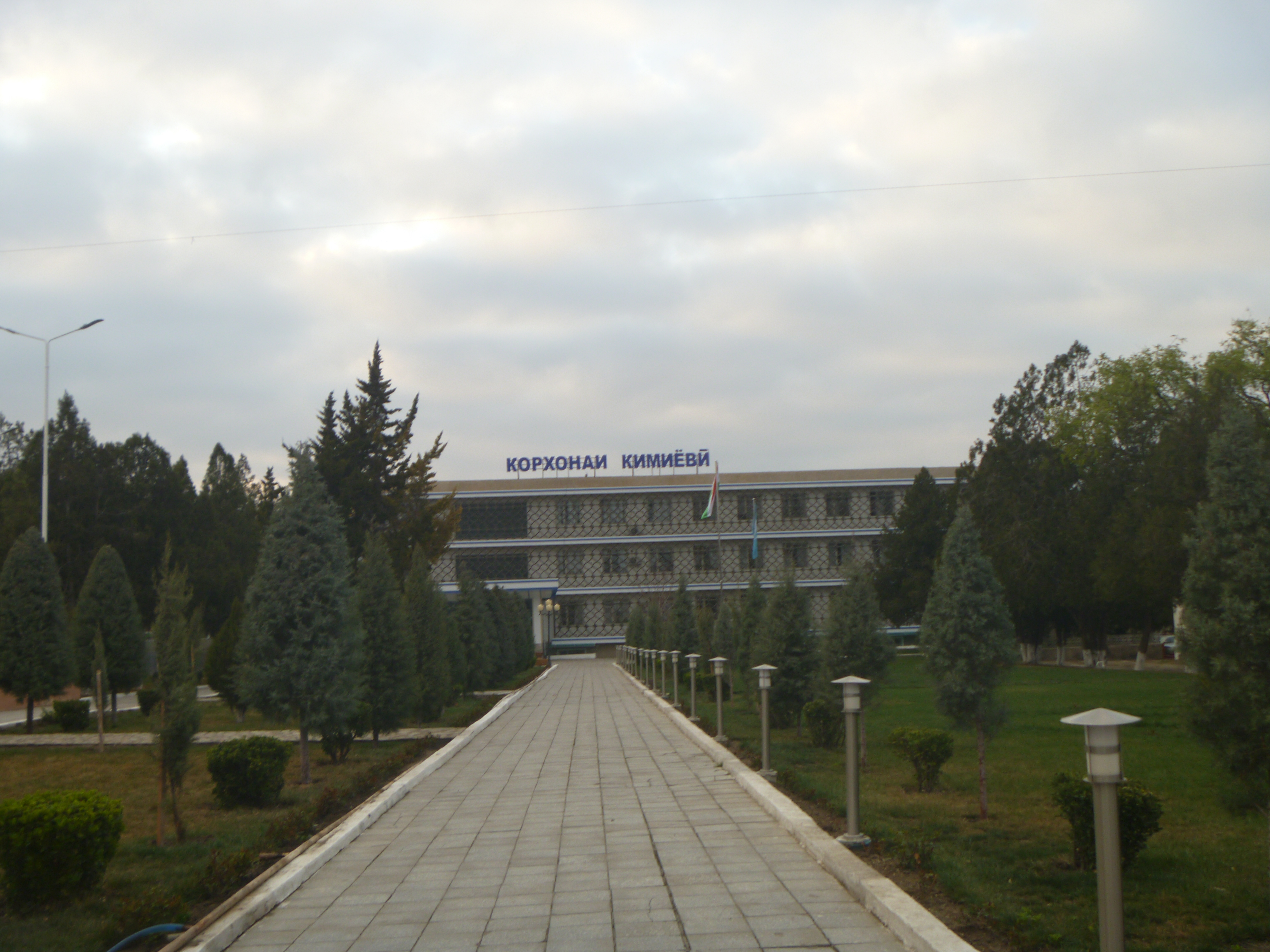
Здание управления химическим заводом Исфары

Предприятия в Исфаре: мясной комбинат, молочный, хлебный, спиртовой, химический, гидрометаллургический, цементный, светотехнического оборудования, минеральных красок, консервный и т. д. заводы, мебельная фабрика, комбинат строительных материалов, швейные объединения «Моҳира» и «Шаҳло», компания «Бинокор», строительная организация «Таъмир-1».
Самыми крупными перерабатывающими заводами в г. Исфара являются «Баракат Исфара», ООО «ОРО Исфара» и ООО «Исфарафуд»
В Исфаре так же как и в других городах Таджикистана в том числе и Душанбе общественным транспортом служат маршрутки. Между городами и селениями Согдийской области ездят междугородные маршрутки.